# Miami Springs
Miami Springs – miasto w Stanach Zjednoczonych, w stanie Floryda, w hrabstwie Miami-Dade.